# François Massot
Pour les articles homonymes, voir Massot.
François Massot est un homme politique et avocat français né le 9 juin 1940 à Seyne (Basses-Alpes) et mort le 19 novembre 2015 à Montreuil,.

## Biographie
Il est le fils de Marcel Massot (1899-1981), député et avocat français

## Détail des fonctions et des mandats
Mandats parlementaires
- 19 mars 1978 - 22 mai 1981 : Député de la 1re circonscription des Alpes-de-Haute-Provence
- 21 juin 1981 - 1er avril 1986 : Député de la 1re circonscription des Alpes-de-Haute-Provence
- 12 juin 1988 - 1er avril 1993 : Député de la 1re circonscription des Alpes-de-Haute-Provence
- Conseiller général du canton de Turriers  (1970-1994)
- Conseiller municipal de Digne-les-Bains  (1983-1995)